# Esmalte de Limoges

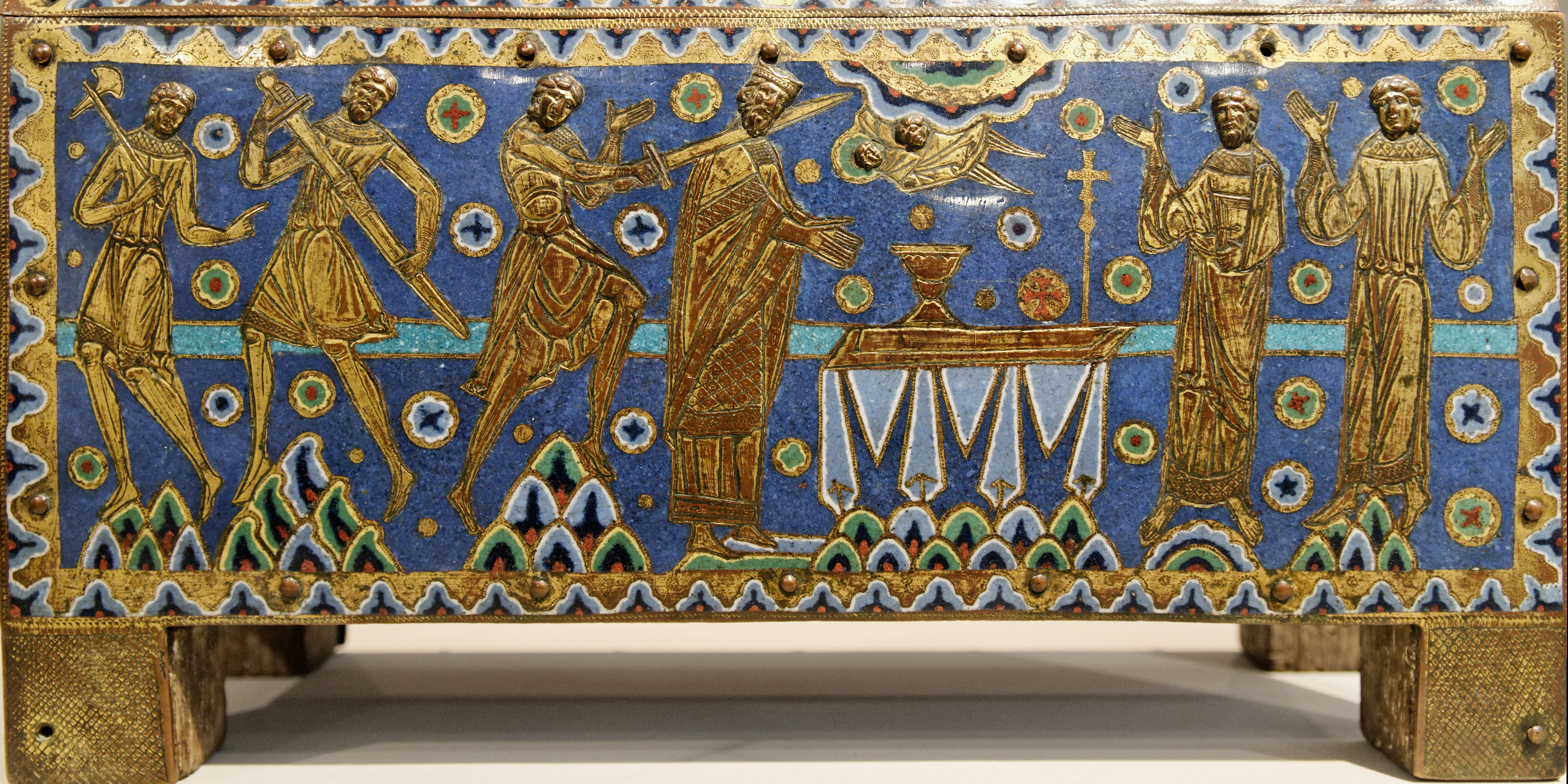
El martirio de santo Thomas Becket, champlevé, c. 1180 (detalle).

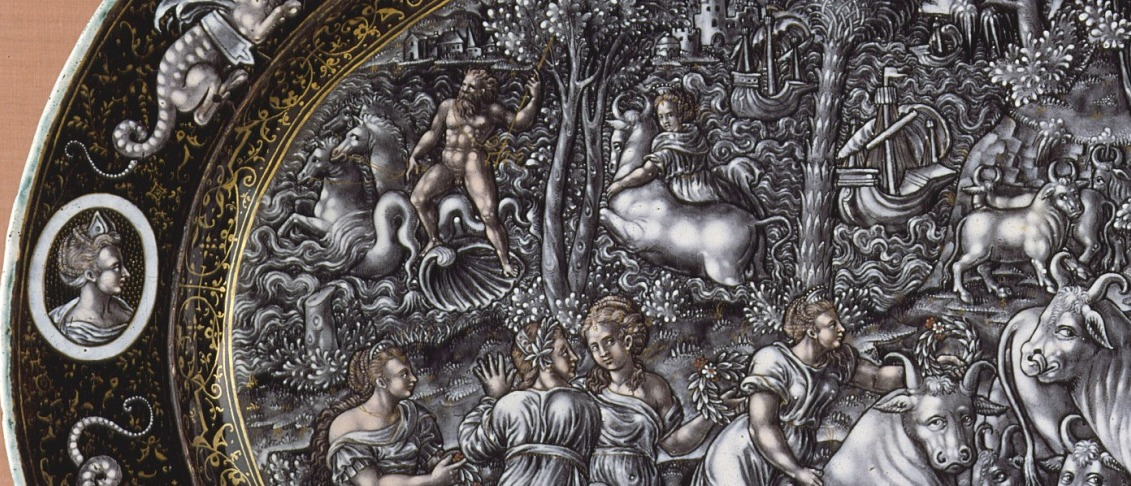
Detalle de la placa pintada de grisalla con el Rapto de Europa, Jean de Court, c. 1560; la pieza completa la pieza completa

El esmalte de Limoges se ha producido en Limoges, en el suroeste de Francia, durante varios siglos hasta el presente. Hay dos períodos en los que fue de importancia europea. Desde el siglo XII hasta el 1370 hubo una gran industria que producía objetos metálicos decorados en esmalte mediante la técnica del champlevé, de los cuales la mayoría de los supervivientes —estimados en unas 7.500 piezas—, y probablemente la mayor parte de la producción original, son objetos religiosos como relicarios.
Después de un lapso de un siglo, la industria resurgió a finales del siglo XV, especializándose ahora en la técnica del esmalte pintado, y en pocos decenios fabricando piezas bastante más seculares que religiosas. En el Renacimiento francés fue el centro principal, con varios talleres dinásticos, que a menudo firmaban o marcaban con punzón sus obras. Las piezas de lujo como platos, placas y aguamaniles fueron pintadas con una sofisticada decoración  manierista de escenas de figuras pictóricas, que en las vasijas estaban rodeadas de elaborados bordes.
En ambos períodos las piezas más grandes incluyen escenas narrativas. Estas ejemplifican los estilos de sus respectivos períodos. En el champlevé medieval la acción es simple y directamente mostrada por unas pocas figuras, con fondos estampados. En las piezas pintadas manieristas, numerosas figuras y fondos detallados tienden a abrumar la actividad de las figuras principales.

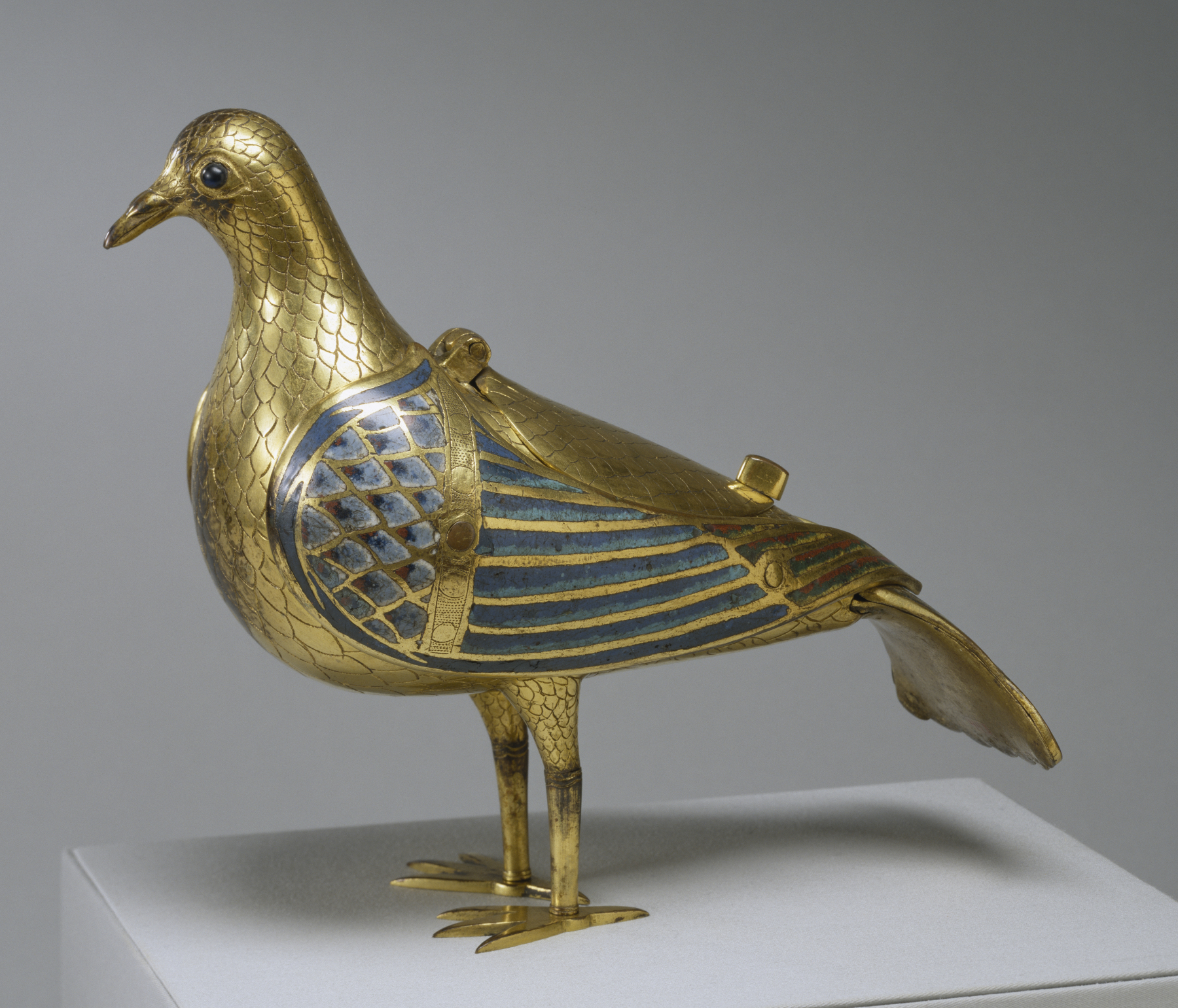
Peristerium o Paloma eucarística en champlevé, a principios del.

Tras un declive a partir de 1630, y la posterior competencia de la porcelana, la producción de alta calidad se reactivó a mediados del siglo XIX, y adoptó el Art Nouveau y otros estilos contemporáneos, con una producción relativamente pequeña.

## Esmalte medieval champlevé

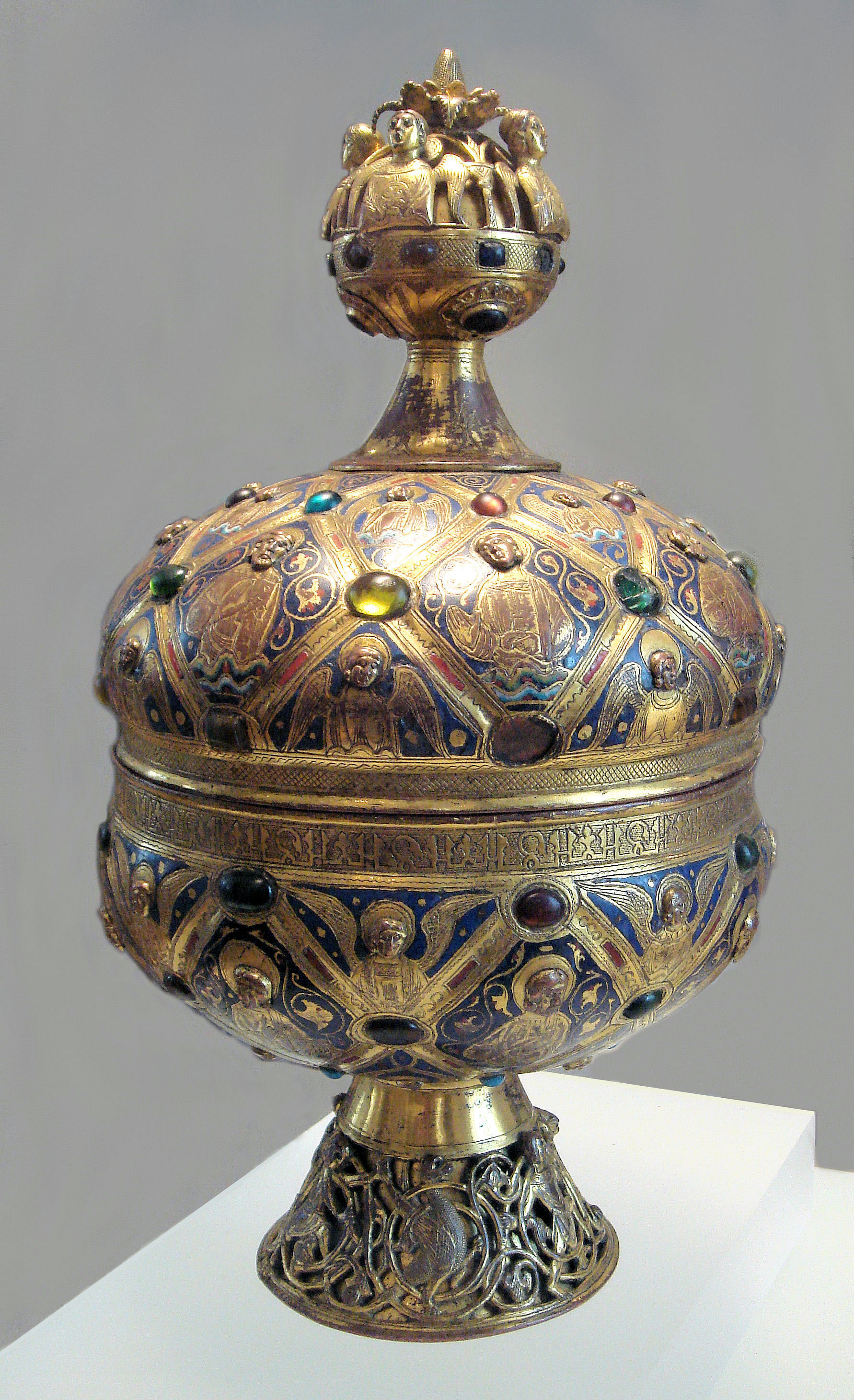
Limoges Copón de Limoges con esmalte champlevé y borde central en escritura pseudocúfica, circa 1200.

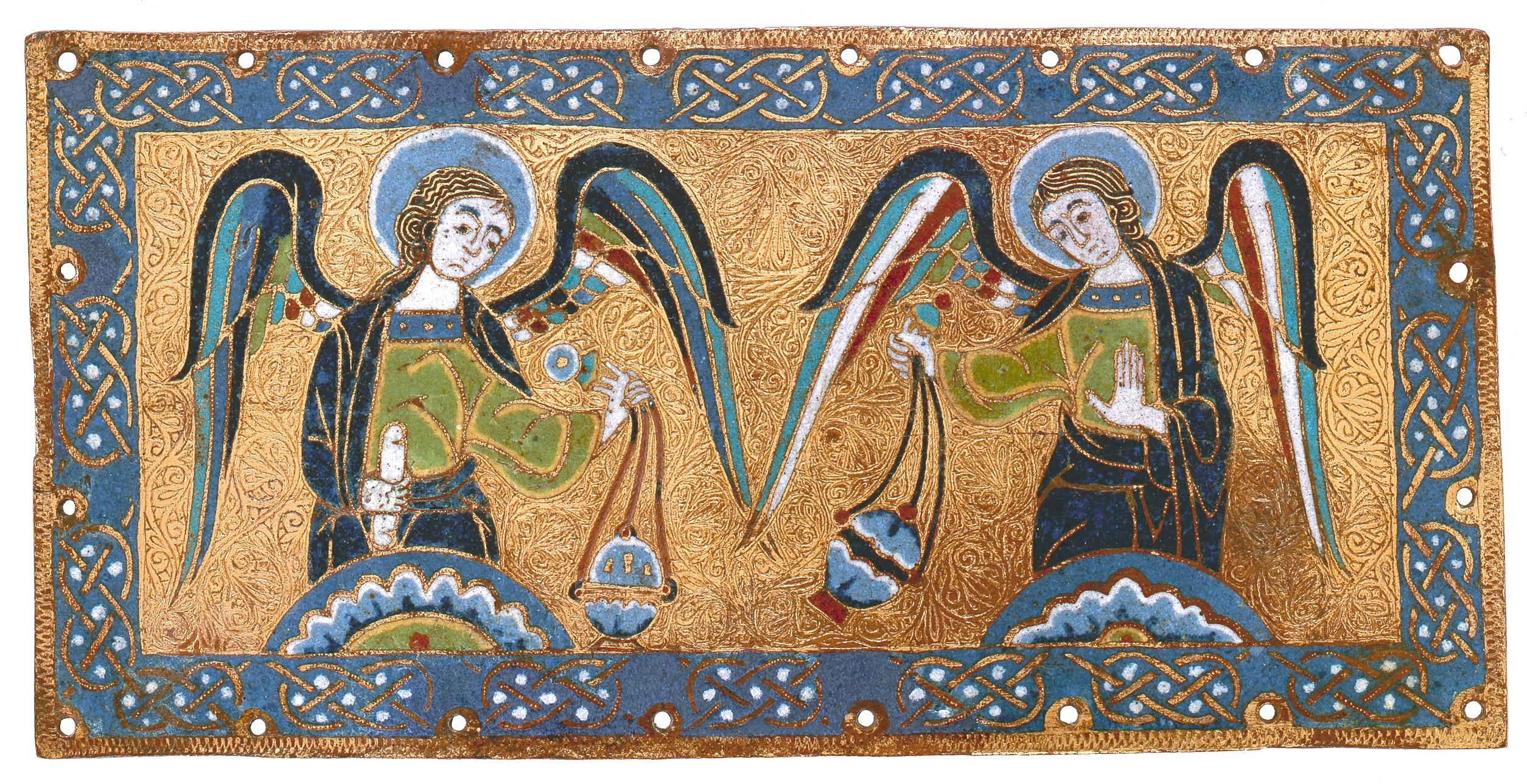
Panel con figuras en esmalte y el fondo dorado vermiculado, años 1170.

Limoges ya era el mayor y más famoso, pero no el centro europeo de producción de esmalte vítreo champlevé de más alta calidad en el siglo XII; sus obras se conocían como Opus de Limogia o Labor Limogiae. Los principales competidores de la ciudad en el mercado de los precios eran los talleres del norte de España, y la obra de Limoges muestra signos de influencia española e islámica desde muy pronto; se ha especulado que debió de haber movimiento de trabajadores entre las dos regiones. El estilo vermiculado posterior y los bordes pseudocúficos son dos ejemplos de dicha influencia. Algunas de las primeras piezas de esmalte de Limoges muestran una banda en escritura pseudocúfica, que «era un rasgo ornamental recurrente en Limoges y había sido adoptado desde hace mucho tiempo en Aquitania».
Las placas de Champlevé y los «ataúdes de caja» o relicarios de cobre fueron finalmente producidos casi en masa y asequibles por las iglesias parroquiales y la nobleza. Sin embargo, el trabajo champlevé de mayor calidad provenía del valle del Mosán, en piezas como el Tríptico de Stavelot, y más tarde los esmaltadores de bajo relieve de París, Siena y otros lugares lideraron la parte superior del mercado de esmaltes, a menudo con bases de metales preciosos; casi todas estas piezas han sido fundidas en algún momento. Pero Limoges todavía recibía pedidos de piezas importantes para catedrales o mecenas reales, especialmente en los siglos XII y XIII, y contaba con una gama de calidades de trabajo disponibles. La industria ya estaba en declive en 1370, cuando el brutal saqueo de la ciudad tras el sitio de Limoges por los ingleses, liderado por Eduardo el Príncipe Negro, la acabó efectivamente. Para entonces, los orfebres de los grandes centros se habían volcado sobre todo a otras técnicas como el bajo relieve.

### Técnicas
El esmalte de Limoges se aplicaba generalmente sobre una base de cobre, pero también a veces sobre plata u oro. La conservación suele ser excelente debido a la dureza del material empleado, y las obras más baratas de Limoges sobre el cobre han sobrevivido a un ritmo mucho mayor que las obras cortesanas sobre metales preciosos, que en algún momento fueron casi todas recicladas por sus materiales. Las partes que no estaban cubiertas de esmalte eran generalmente doradas con mercurio; había dos estilos básicos. En el primero, el más común pero únicamente introducido alrededor del 1200, las figuras eran doradas y a menudo al menos parcialmente con en relieve, mientras que los fondos eran principalmente de esmaltes de color. En el otro estilo, este era invertido, por lo que las figuras eran esmaltadas, sobre un fondo dorado.
Los elementos en relieve más pequeños se hacían principalmente estampandos en troquel alzando el diseño de detalles como las cabezas de las figuras que de otra manera eran planas; cuando las figuras enteras estaban en relieve se hacían generalmente de una pieza separada de cobre que se empuja primero por detrás para hacer la forma en bruto, y luego se termina trabajando en el frente. Las figuras se fijaban a la pieza principal con remaches de cobre, cuyas cabezas redondas suelen ser fáciles de ver. En algunas piezas, especialmente en aquellas como las cabezas de báculos con una forma tridimensional que es la misma en dos lados, todo el cuerpo fue martillado en matrices de metal que llevaban el diseño.  Entonces lo más probable era que los dos lados se soldaran entre sí.

### Desarrollo

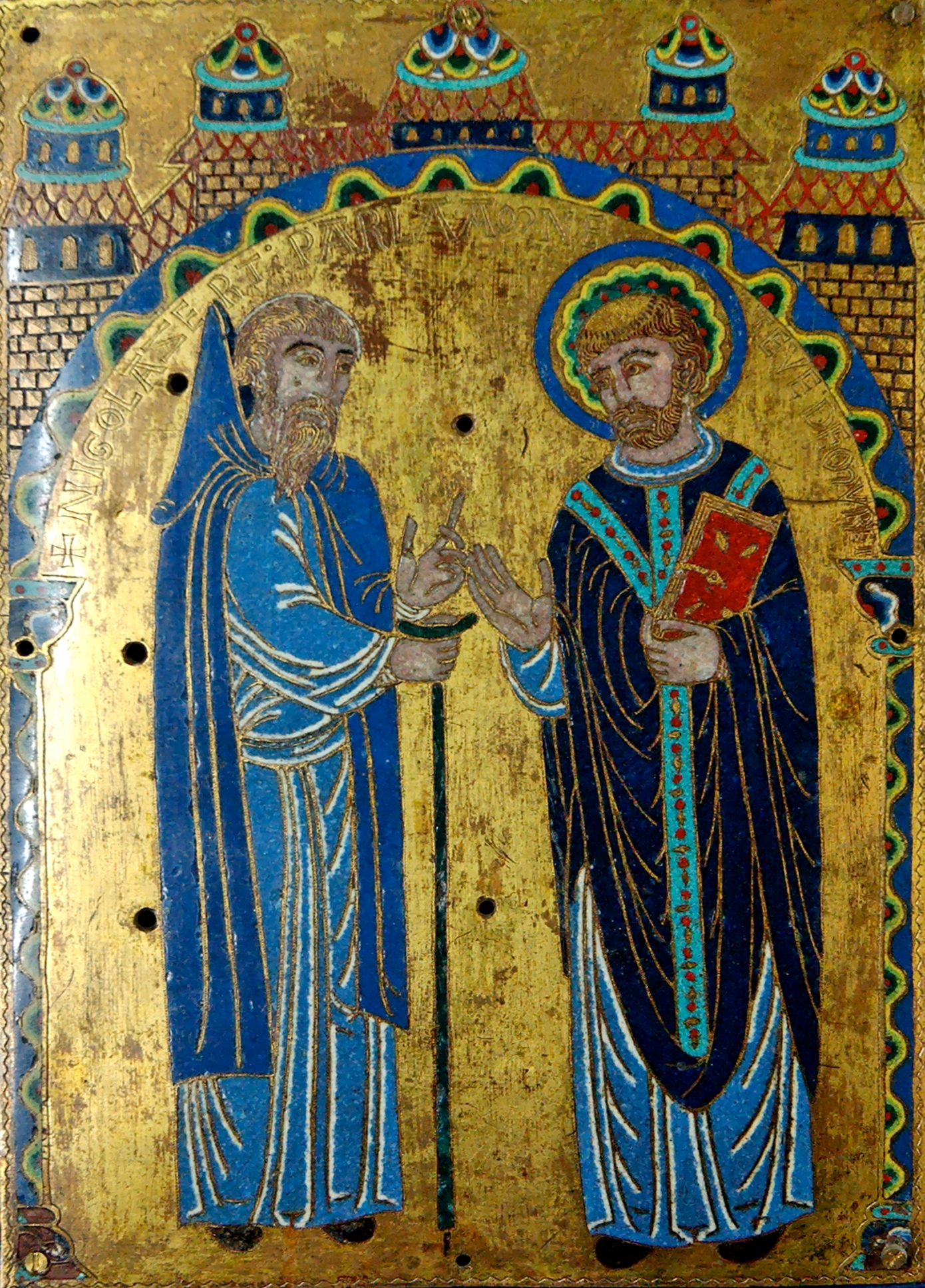
San Esteban de Grandmont y Hugo de Lacerta en una placa procedente del altar mayor de la abadía de Grandmont. Champlevé cobre, grabado, cincelado, esmaltado y dorado, Limoges, 1189-1190.

El crecimiento de la industria de Limoges y su reputación en el siglo XII parece haberle debido mucho a los grandmontinos, una orden monástica cuya casa madre de Grandmont estaba fuera de la ciudad. La orden creció rápidamente tras la muerte de su fundador, san Esteban de Grandmont en 1124, y fue patrocinada por el rey Enrique II de Inglaterra. Ya no se cree que hubiera un taller de esmaltes en la abadía de Grandmont, sino que se patrocinaban los talleres seculares de Limoges. La orden tenía poca tierra y era pobre, así como su austero reglamento, que desalentaba el gasto en arte; no utilizaba la escultura monumental. Sin embargo, se enviaban esmaltes a las nuevas casas que surgían, principalmente en Francia.
El papa Inocencio III (1198-1216), que visitó Grandmont en dos ocasiones, encargó a Limoges trabajos para Roma: un relicario para su iglesia titular y trabajos para el santuario de San Pedro en la Basílica de San Pedro, el escenario más prestigioso de la Iglesia occidental. El IV Concilio de Letrán, convocado por Inocencio, especificó que el esmalte de Limoges era adecuado para una de las dos píxeles que toda iglesia debía tener —aunque no se consideraba un material adecuado para los cálices, que las normas católicas todavía exigen, por lo general, que estén al menos chapados en metal precioso—.
Otros factores para la difusión de la reputación del trabajo de Limoges fueron que Limoges estaba en una ruta principal de peregrinación a Santiago de Compostela, y también fue patrocinada por los Caballeros Templarios. Las piezas fueron regaladas en lugares tan lejanos como los estados cruzados de Tierra Santa y Escandinavia, y se han conservado en Novgorod en Rusia.

### Usos

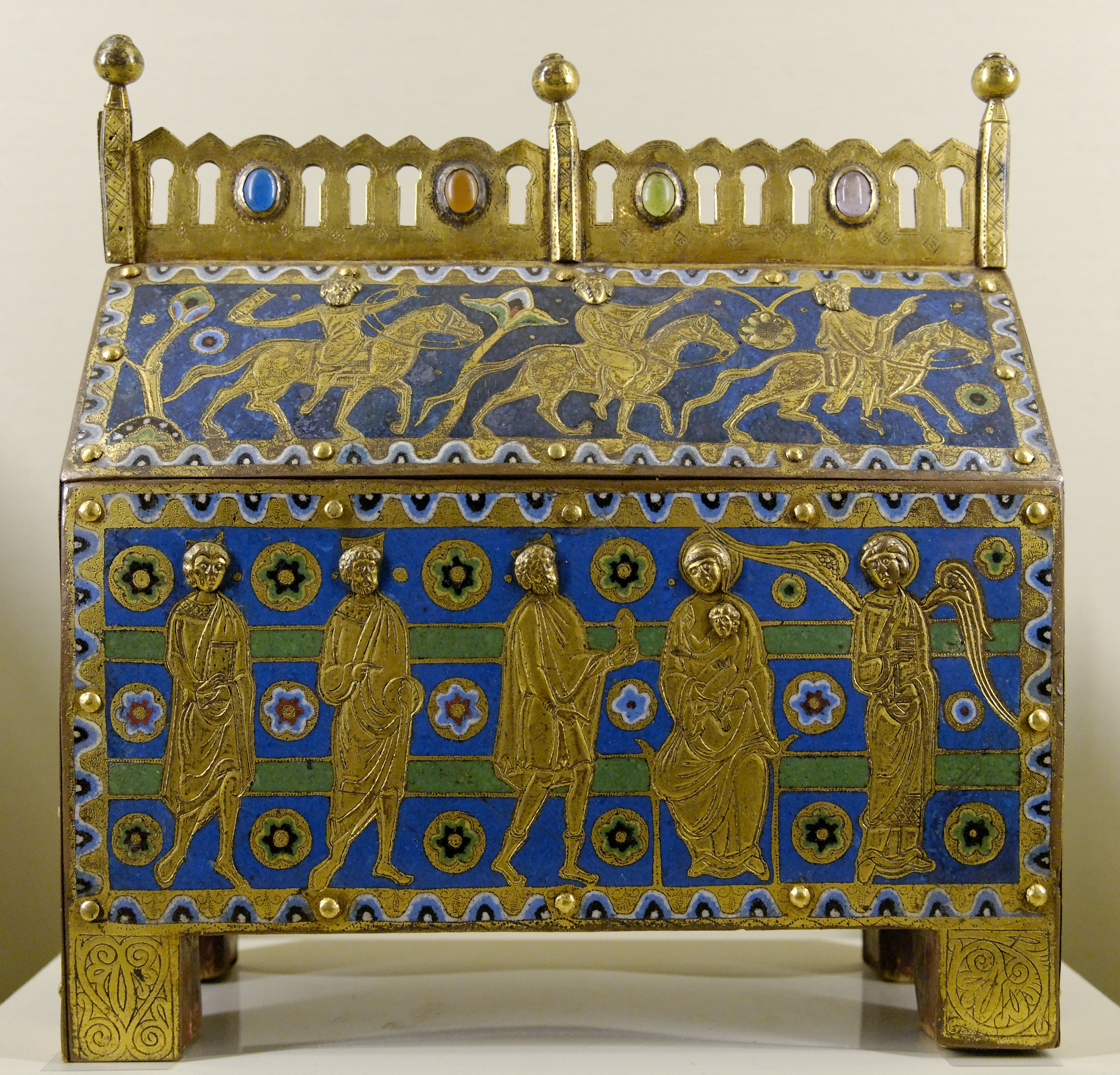
Relicario de los Tres Reyes Magos, c. 1200.

Aparte de los cofres-relicarios que son una gran parte de la producción a lo largo del período, había muchos otros tipos de objetos hechos en esmalte de Limoges. Los realizados para uso en la iglesia tuvieron más posibilidades de sobrevivir, y en la primera parte del período probablemente predominaron. Algunos tipos de objetos, como los candelabros, que suelen ser pequeños, y los medallones ornamentales para cofres, suelen tener una decoración secular o neutra y probablemente se hacían igual para ambos mercados. En el período posterior, otros objetos pueden tener una decoración claramente secular, como escenas caballerescas de personajes en combate, o escenas más raras de amor cortesano. Las tapas de libros religiosos —o encuadernaciones de tesoros— se hicieron en número a lo largo del período, normalmente en pares de placas que raramente han sobrevivido juntas; Dios Padre y la Crucifixión de Cristo son temas comunes.
Otros temas que aparecen en el esmalte de Limoges con bastante más frecuencia que en otras artes religiosas de la época son la vida de santa Valeria de Limoges, una heroína local, así como el martirio de santo Tomás Becket, cuyo culto fue vigorosamente promovido por la iglesia después de su muerte, incluyendo la distribución de reliquias secundarias —trozos de su ropa empapados en su sangre diluida— por toda Europa. El hecho de que haya más de veinte relicarios de Limoges que muestran la historia de los tres Reyes Magos ha desconcertado un poco a los historiadores de arte. Sus reliquias fueron «trasladadas» de Milán a Colonia en 1164, y se ha sugerido que partes de la mampostería del antiguo santuario de Milán estaban disponibles como reliquias. En temas como estos, con muchos ejemplos sobrevivientes, las representaciones son a menudo muy similares, o se agrupan, sugiriendo diseños compartidos, y tal vez diferentes talleres que utilizaron los mismos patrones.
En el siglo XIII se puso de moda que en la parte superior de las tumbas de élite se colocara un panel de esmalte y metal con la efigie del fallecido, que a menudo estaba en relieve. Dos hijos de san Luis IX (1214-1270) que murieron jóvenes tenían este tipo de tumbas en la abadía de Royaumont, en las afueras de París —actualmente en la basílica de Saint-Denis—, y se registran varias tumbas de obispos y grandes nobles; pocas sobrevivieron a la Revolución Francesa, lo que formaba parte de una tendencia de la obra de los últimos limogenses a ser cada vez más escultórica, a menudo con solamente pequeños toques de esmalte. El número de piezas seculares, o las que han sobrevivido, aumentó en el período posterior, incluyendo candelabros, placas de medallones para adornar los cofres y otras cosas, cuencos para el lavado ceremonial de manos que venían en pares, con personajes de sirvientes vertiendo sobre las manos de uno a otro.

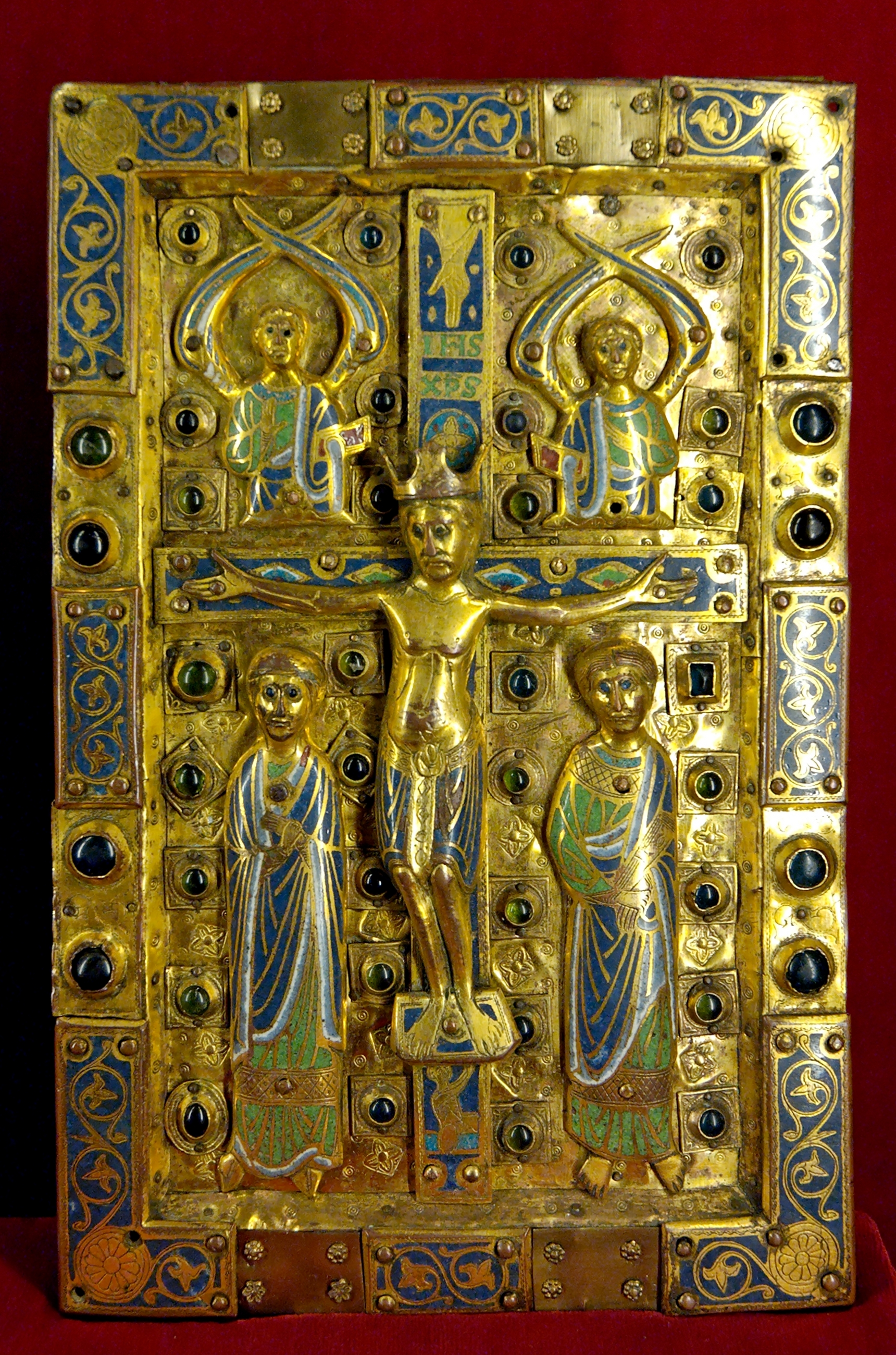
Placa de portada de libro con apliques esmaltados, siglo XIII.
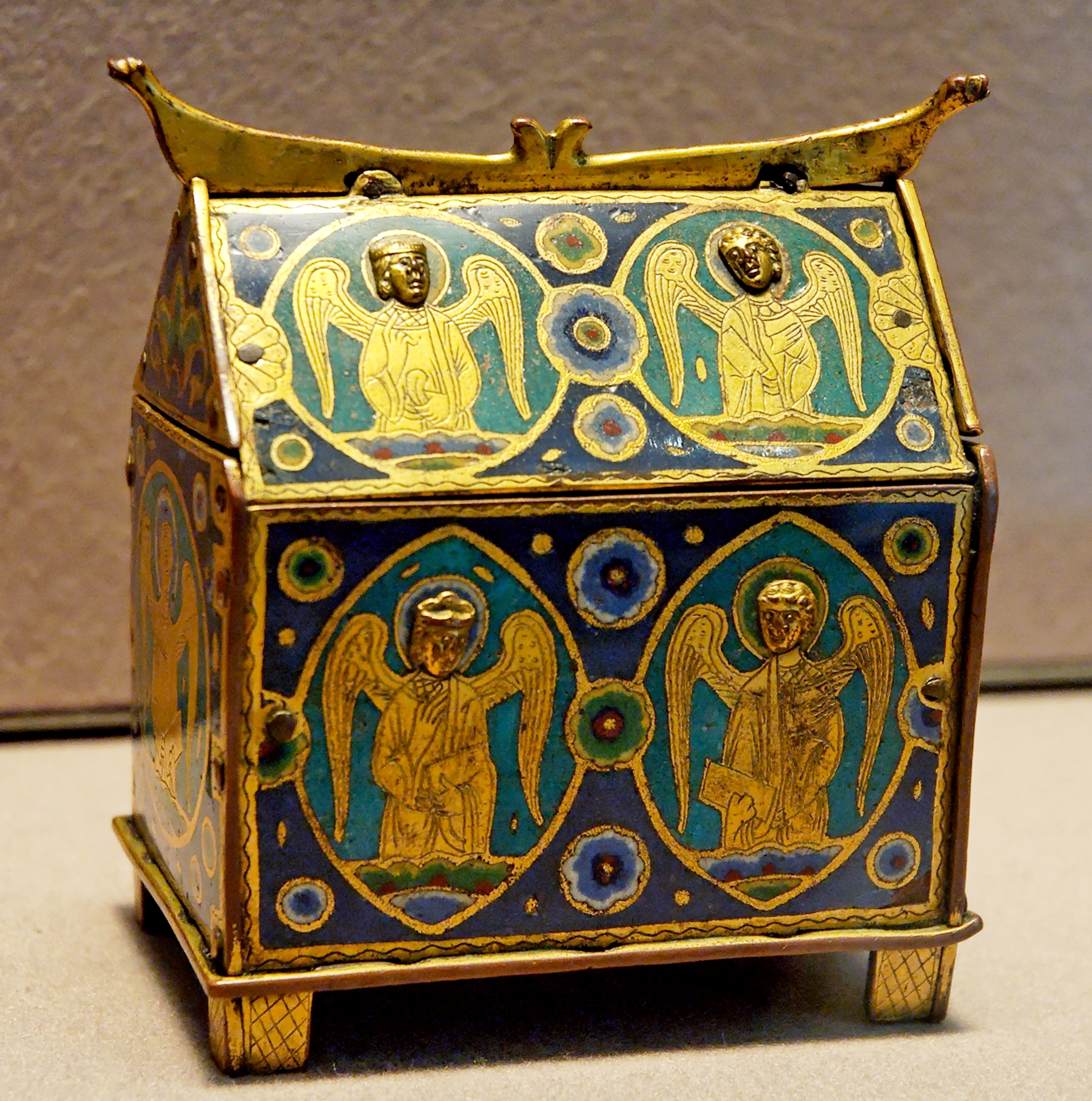
Cofre medieval de Limoges, en este caso una crismera en lugar de un típico relicario, del siglo XIII.
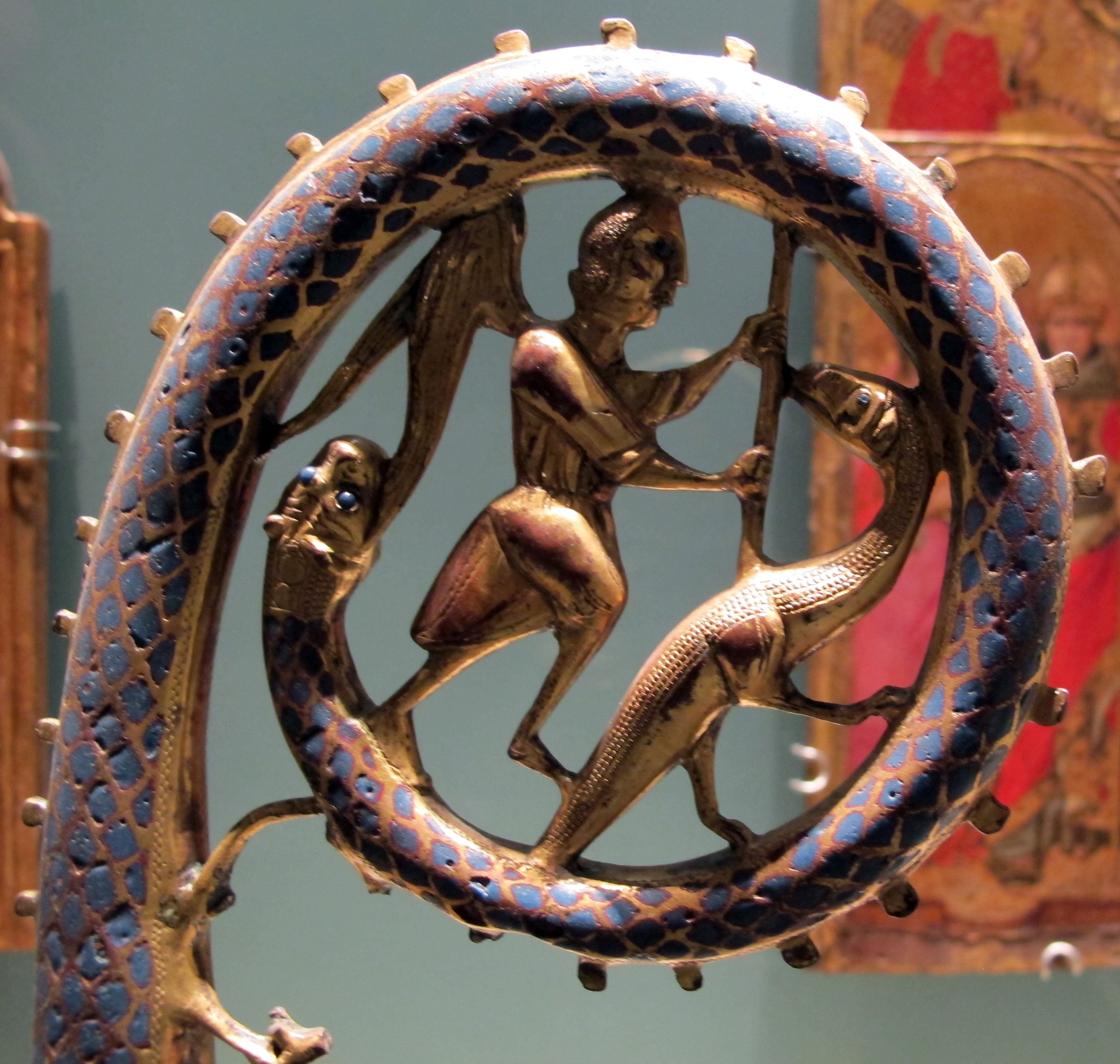
Detalle de un báculo pastoral, c. 1230

## Esmalte pintado renacentista

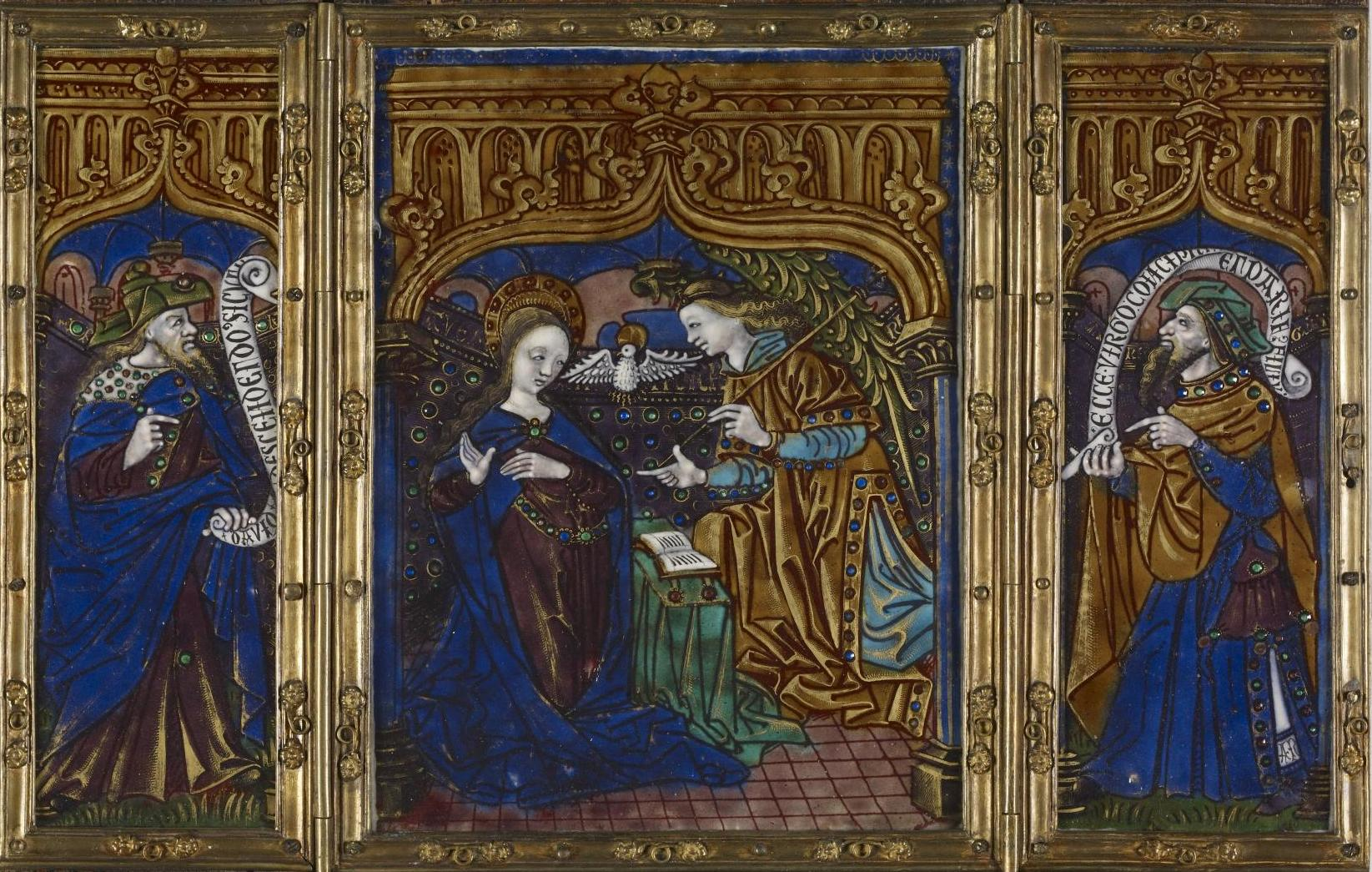
Maestro del tríptico de Orleans, el tríptico de Baltimore; Anunciación con los profetas David e Isaías, alrededor de 1500.

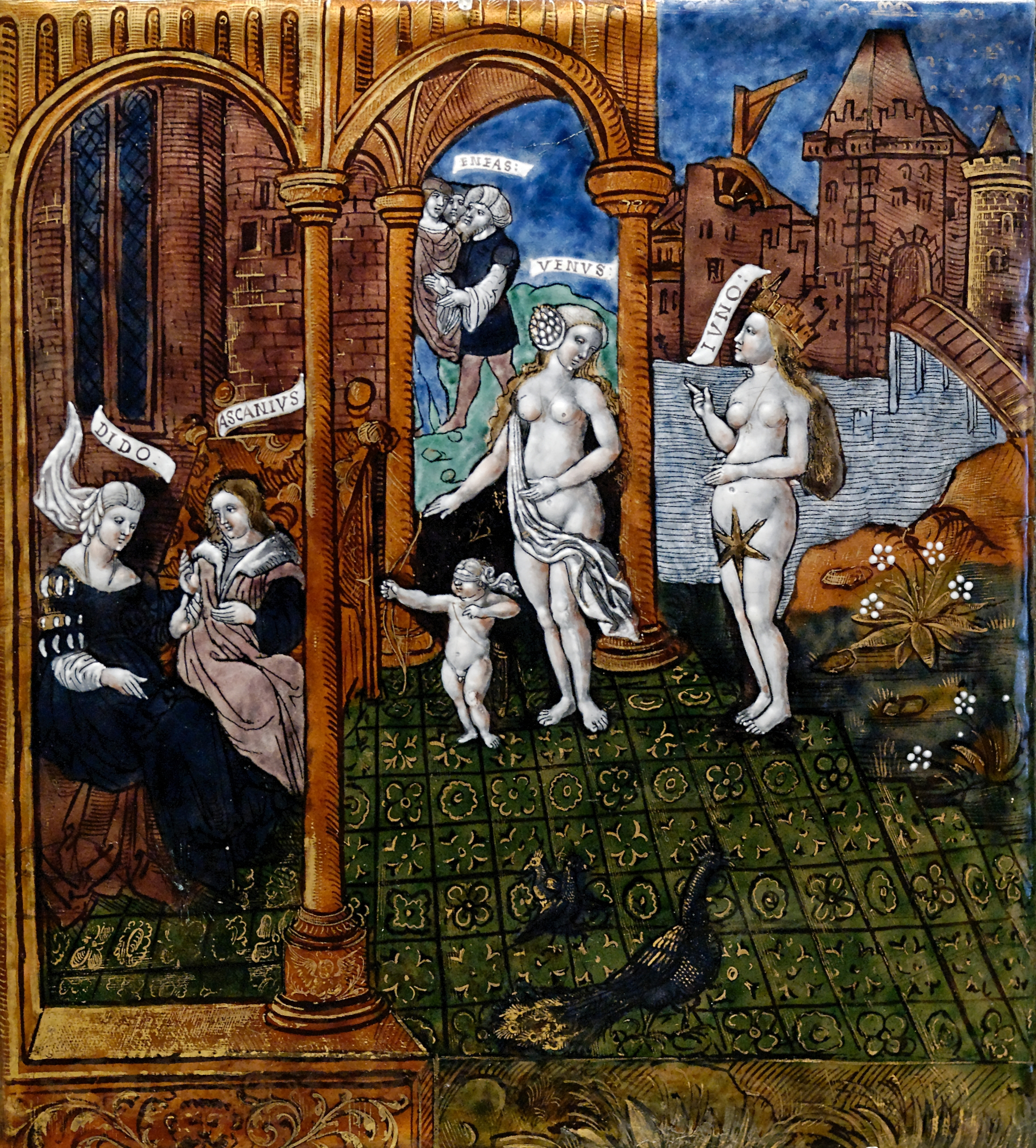
Placa pintada, c. 1530, con Venus, Juno y Eneas, Maestro de Eneidas, 1530.

La técnica del esmalte pintado apareció a mediados del siglo XV, tal vez por primera vez en los Países Bajos, seguida pronto por Limoges durante el reinado de Luis XI (1461–1483). El primer maestro significativo, que se conoce con el nombre de Monvaerni, o Pseudo-Monvaerni, como ahora se sabe que el nombre se basa en la lectura errónea de una inscripción, trabajó en las últimas décadas del siglo. Fue seguido por los artistas desconocidos llamados el Maestro del tríptico de Luis XII, después de una pieza en el Museo de Victoria y Alberto, y el "Maestro del tríptico de Orleans", que creó una serie de piezas religiosas antes de aproximadamente el año 1515 en un estilo todavía basado en la pintura del siglo anterior. Estos eran demasiado pequeños para las iglesias y evidentemente se usaban para devociones privadas, tal vez especialmente para viajeros frecuentes.
La técnica floreció en varios talleres de Limoges a lo largo del siglo XVI, disfrutando de privilegios del rey que le dio casi el monopolio en Francia. Además, desde la época de Luis XI, la capacidad de obtener el título de maestro en el gremio de esmaltadores estaba limitada a algunas familias por edictos reales. Los esmaltes se produjeron en talleres que a menudo persistieron en la misma familia durante varias generaciones, y por norma están firmados en el esmalte, o identificables, al menos de la familia o el taller, con marcas de perforación en la parte posterior de los paneles.
Al menos inicialmente, estos eran objetos de muy alto estatus para el gusto refinado de la corte y otros coleccionistas, con ciudadanos adinerados que se sumaron a la base de clientes desde la década de 1530, a medida que la industria se expandió. A diferencia del champlevé medieval de Limoges, estos esmaltes se hicieron para un mercado restringido principalmente a Francia, aunque algunas piezas fueron encargadas para Alemania. Mientras que el champlevé medieval de Limoges compitió con varios otros centros en Europa, en el siglo XVI realmente no había otra ciudad que produjera ninguna cantidad de grandes esmaltes pictóricos en un estilo del manierismo. Algunas piezas de cristal de Murano fueron pintadas en parte en un estilo ampliamente equivalente.
Para 1580, el estilo parece haber caído de la moda, y Bernard Palissy, el creador de un estilo complementario en cerámica, escribió que «su arte se ha vuelto tan barato que apenas pueden ganarse la vida». La producción continuó en el siglo XVII, pero con una calidad decreciente después de las primeras décadas. En el siglo XVIII, el papel de los objetos de esmalte de lujo fue reemplazado en gran medida por la porcelana europea, pero después de algunos refinamientos técnicos, la pintura de esmalte se utilizó ampliamente como una excentricidad inglesa para pequeñas miniaturas de retratos. Estos fueron pintados en muchas ciudades importantes donde había clientes, y Limoges jugó únicamente una parte menor. Limoges también fue un centro activo de loza pintada y luego porcelana de Limoges.

### Estilo y técnica
La nueva técnica produjo piezas pintadas con escenas figurativas muy detalladas o esquemas decorativos. Como en la italiana mayólica, para la que en cierto modo el esmalte pintado por Limoges era una tardía réplica francesa, la imaginería tendía a ser extraída de la mitología clásica o la alegoría, aunque incluye escenas religiosas, a menudo del Antiguo Testamento.  Muchos maestros se fueron convirtiendo en hugonotes a lo largo del siglo, y los nuevos impresos, con ilustraciones de Bernard Salomon y otros, hacían accesible un gran número de escenas narrativas que antes no eran muy familiares.

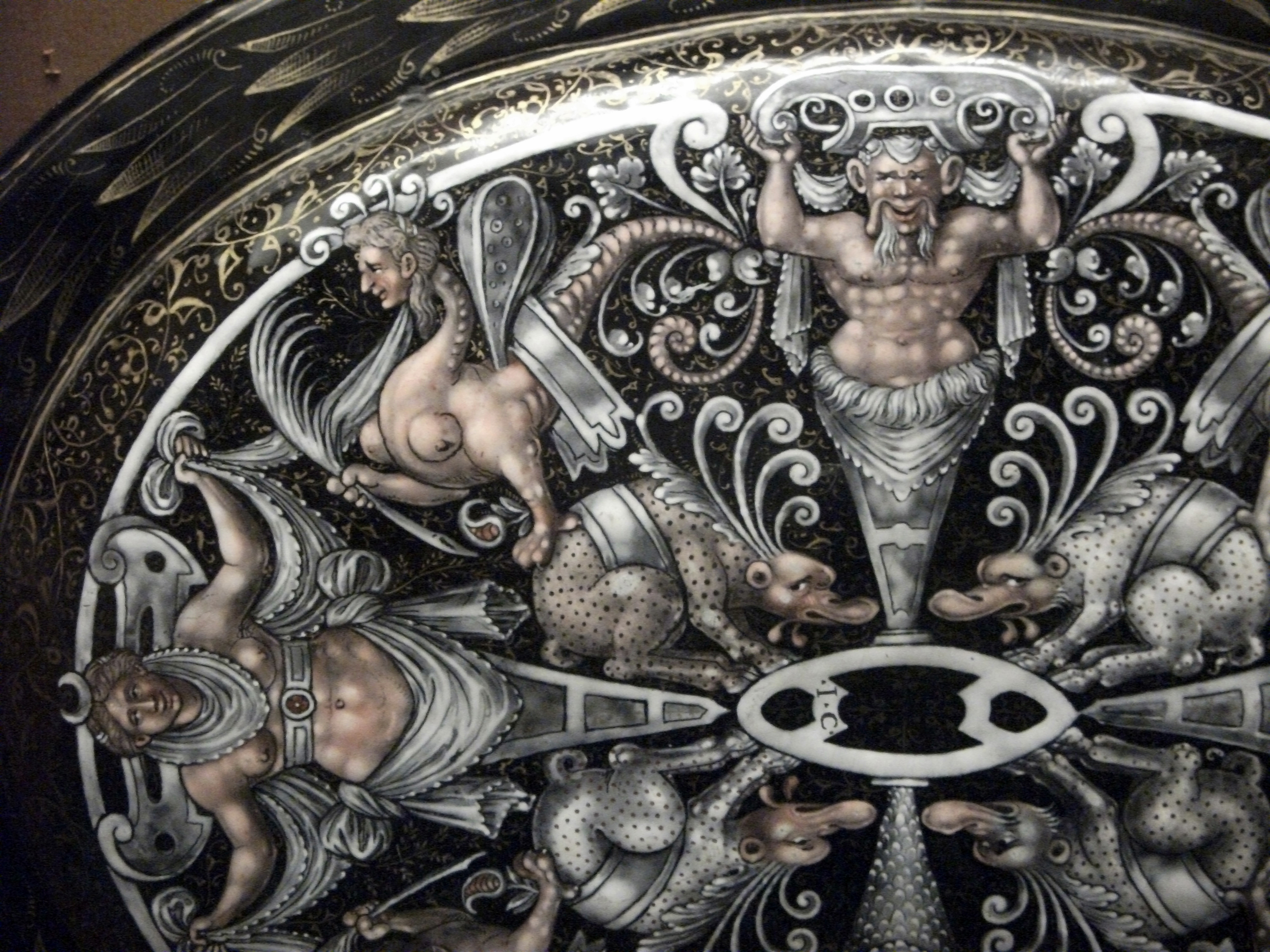
Detalle del plato de esmalte, Limoges mediados del, atribuido a Jean de Court (marcado "IC" en el centro), legado de Waddesdon, Museo Británico.

Las composiciones fueron tomadas en su mayoría de impresiones alemanas, francesas o italianas, especialmente para las escenas más grandes con muchas figuras. Los bordes de las piezas más grandes fueron muy elaborados y utilizaron toda la gama de ornamentos manieristas, difundidos por los grabados de decoración y otros modelos. Había muchas lacerías y los fantásticos grotescos recibían a menudo un tratamiento cómico. Los alegres grotescos ilustrados a la derecha están en el reverso de un gran plato cuya cara principal muestra una representación de colores vivos de la Destrucción del ejército del Faraón en el Mar Rojo. Ambos diseños están estrechamente paralelos, sin ser copiados exactamente, en piezas de otras colecciones, especialmente en una del Museo Metropolitano de Arte de Nueva York. Los diseños también se basaban en grabados, pero adaptados por los esmaltadores para sus piezas.
La introducción, alrededor de 1530, del estilo grisalla, con la mayor parte de la composición en blanco y negro, puede parecer sorprendente en un medio que generalmente se apoyaba por su efecto en una amplia gama de colores brillantes que solamente podía ser igualada por la cerámica y en los otros medios como la metalurgia, en la que se hacían objetos similares. Otros colores apagados, especialmente el oro y el rosa para la carne, se incluían a menudo. Puede haber habido una influencia del blanco y negro de los grabados de los diseños, y el estilo era probablemente mucho más fácil de cocer. Las zonas de grises se hacían generalmente con una capa de esmalte «negro», de hecho normalmente un color morado muy oscuro, a veces un azul muy oscuro, luego se agregaba una capa de blanco, y se raspaba parcialmente antes de volver a cocer. Entonces se podían añadir resaltados en blanco, oro u otros colores. Las piezas de grisalla dominaron la producción en el período aproximado entre 1530 y 1560, y a partir de entonces continuaron siendo hechas junto a las policromadas. Se ha afirmado que estas piezas eran «oscuras y sombrías, reflejando el pesimismo prevaleciente durante la Reforma».
Todavía se aplicaban esmaltes a las bases de las láminas de cobre; la construcción de las complicadas formas tridimensionales que se utilizaban ahora con frecuencia no podía utilizar soldadura, ya que no soportaría la temperatura de cocción. La parte posterior de las láminas también necesitaba ser esmaltada, incluso cuando éstas fueran invisibles, para reducir el pandeo durante la cocción; este esmalte invisible se llama «contraesmalte» y utilizaba material de desecho de las caras pintadas. La técnica requería —si no era en grisalla— múltiples cocciones a temperaturas estrechamente controladas para cocer los diversos colores, aunque el número de cocciones realmente necesarias se ha convertido en un tema de cierta controversia en los últimos decenios. Hasta veinte fueron reclamados por escritores anteriores, pero un máximo de ocho o nueve ahora parece más probable. El dorado con mercurio se usó para las zonas doradas, muy común en los bordes; este color y algunos otros se cocieron brevemente, como etapa final.

### Artistas

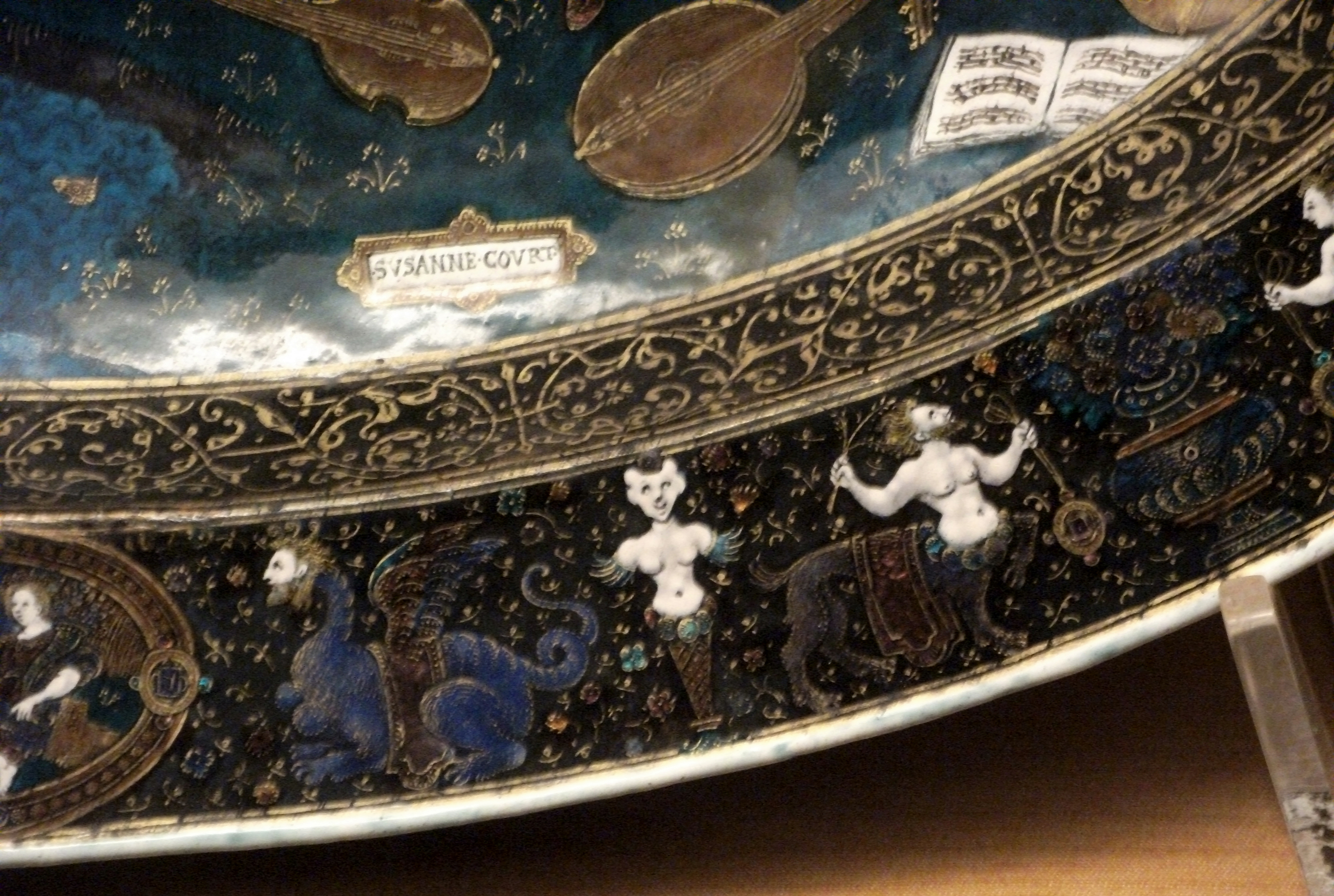
Firma de "Suzanne Court". Museo Británico

Dados los privilegios reales, los talleres de esmaltado tendían a permanecer en la familia, y también están bastante poco documentados en comparación con los pintores; las diversas firmas y monogramas en las piezas han dado a los historiadores de arte mucho que discutir. Los sellos en los marcos metálicos o en el ajuste pueden ser útiles para dar fechas. Léonard Limosin fue el más famoso de los siete esmaltistas de la familia Limosin, cuyas obras firmadas y fechadas se extienden de 1532 a 1574. La familia Court/de Court probablemente incluía la mayor parte de Jean Court (activo en 1550), Jean de Court (activo en 1560 y 1570, también un exitoso pintor de retratos al óleo), Suzanne de Court, quizás activa de 1570 a 1620, y Pierre Courteys, firmando obras de 1550 a 1568. Las familias Pénicault, Laudin y Reymond (Pierre Reymond) también fueron esmaltadores destacados, los Laudin especialmente destacados en el siglo XVII, como la «última chispa» de la tradición de Limoges.

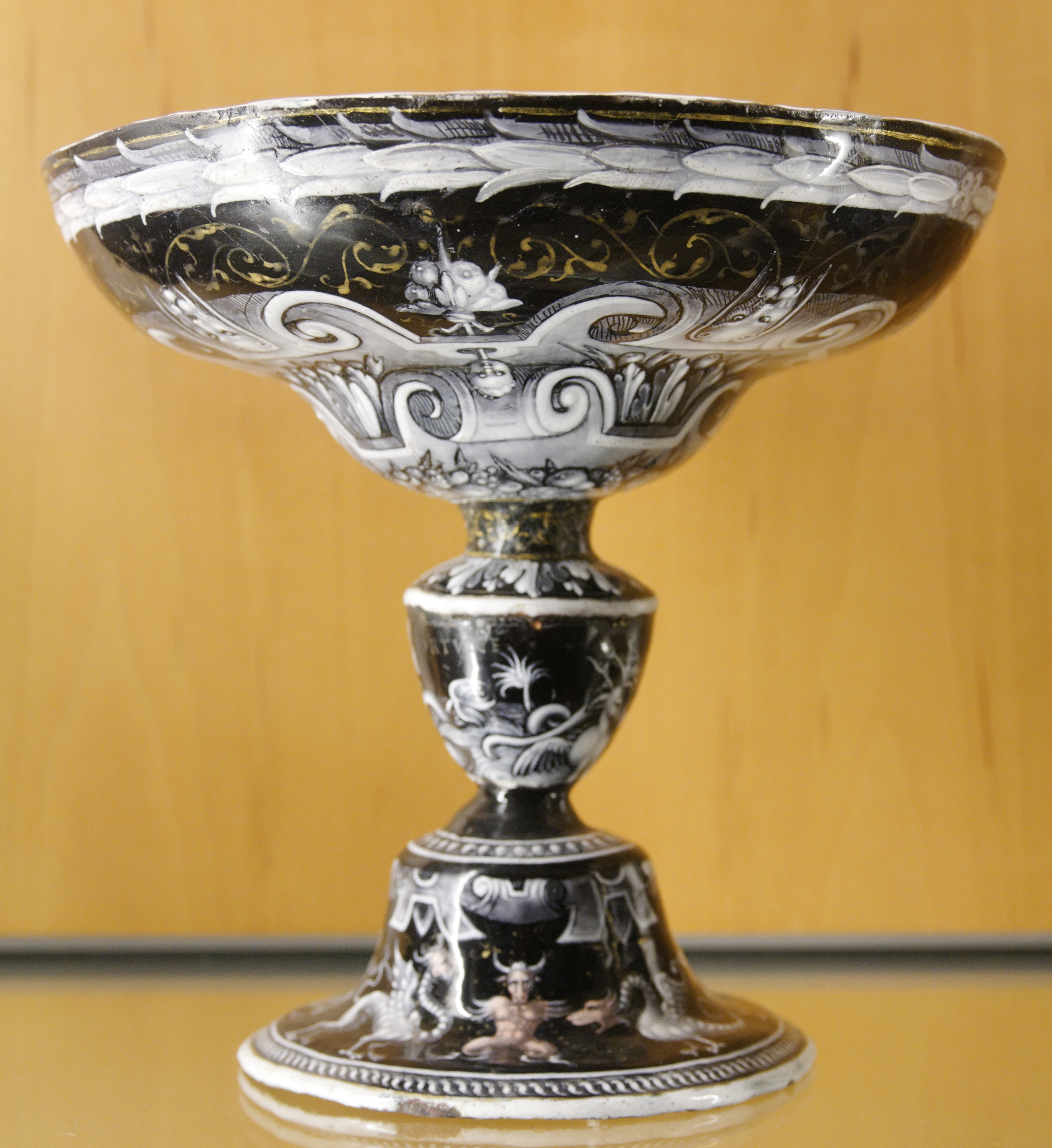
Taza de Pierre Reymond.

Algunas de estas firmas —típicamente iniciales— pueden representar «de la firma/taller de» en lugar de «pintado por». Algunos pintores individuales de esmalte también son conocidos por sus obras particulares, y otros se les atribuyen en función de su estilo; la ilustración aquí es de una serie sobre la Eneida del Maestro de la Eneida, que hizo un gran conjunto de placas alrededor de la década de 1530, de las cuales 74 están ahora ampliamente dispersas en varias colecciones. Copian las composiciones de las ilustraciones xilográficas utilizadas por primera vez en una edición de las obras de Virgilio publicada en Estrasburgo en 1502, y luego reutilizadas en las ediciones lionesas de 1517 y 1529; en ellas había 143 ilustraciones de la Eneida, y ninguno de los tres últimos libros tiene ninguna versión superviviente en esmalte. Es posible que hayan decorado un pequeño estudio, colocado en paneles de madera como en el gabinete de las emanaciones de la reina Catalina de Médicis a su muerte en 1589, con pequeños retratos en esmalte.
La serie de la Eneida refleja el estilo esencialmente gótico de las xilografías copiadas, pero probablemente fueron realizadas cuando Léonard Limosin ya estaba al servicio del rey. Su exposición al estilo italiano de la Primera Escuela de Fontainebleau fue probablemente la clave para la rápida adopción del sofisticado estilo manierista por los artistas de Limoges, donde se mantuvo durante el resto del siglo.

### Usos
Los esmaltes se hacían como objetos como candelabros, platos, vasos y respaldos de espejos, y también como placas planas para ser incluidas en otros objetos como cofres. Aunque muy a menudo se hacían con formas para servir comida y bebida, la evidencia sugiere que no se usaban generalmente para esto, sino que se guardaban entre otros objetos de arte en las salas de recepción. Como con los esmaltes medievales, mientras que algunas piezas se hacían evidentemente por encargo, otras probablemente se hacían para almacenarlas para venderlas o distribuirlas en el mercado. Las insignias para sombreros se hicieron populares a medida que la industria y la clientela se expandían; la gran joyería tradicional fue la preferida para estos.
La pieza tridimensional más grande que ha sobrevivido es una «fuente de mesa» de grisalla de 490 mm de altura en la Waddesdon Manor en Inglaterra, fechada en 1552, supuestamente hecha para Diana de Poitiers, amante de Enrique II de Francia. Sin embargo, esta puede ser una pieza «compuesta» hecha en los siglos XVIII y XIX a partir de varias piezas del siglo XVI, y con las iniciales unidas de Enrique y Diana añadidas.
El cofre de las Sibilas en el legado de Waddesdon en el Museo Británico —una de las mejores colecciones, y siempre en exhibición— es un elaborado cofre pequeño de cierre con un marco de plata dorada y gemas, engastado con paneles de grisalla con toques de oro y tintes de carne. Representa el sofisticado gusto de la corte de alrededor de 1535, y probablemente estaba destinado a las joyas de una dama. La mayoría de estos juegos insertos de esmalte han perdido los ajustes para los que estaban destinados, pero muchos están ahora con marcos de reemplazo añadidos por los comerciantes de París en la segunda mitad del siglo XIX.

### Colecciones
Después de un largo período en el que fueron muy poco coleccionadas, el interés por las Limoges pintadas resurgió en la primera mitad del siglo XIX, como parte de un renacimiento general. El gusto creció hasta finales de siglo, siendo París el principal mercado fue para reunir ejemplos de castillos, si es necesario haciéndolos con la habitual audacia del siglo XIX, y vendiéndolos a un grupo cada vez más internacional de coleccionistas muy ricos. Los conocimientos adquiridos para las reparaciones condujeron a algunas falsificaciones. Los historiadores de arte comenzaron a reconstruir los nombres y biografías detrás de la enmarañada evidencia de firmas y estilos, así como imitaciones en cerámica de Francia e Inglaterra.
A partir de mediados de siglo se incluyeron grandes grupos en exposiciones apropiadas en París y Londres, y más tarde las colecciones privadas pasaron en su mayoría a los museos; «las importantes colecciones de esmaltes de Limoges se encuentran hoy en día en una docena de museos»:
- Francia: Louvre: Museo Nacional de la Edad Media de París (antes Museo de Cluny, esencialmente champlevé), París: Castillo de Écouen (Museo Nacional del Renacimiento): Museo Municipal de Limoges.
- Inglaterra (Londres): Museo Británico, incluyendo el legado de Waddesdon: Museo de Victoria y Alberto: Colección Wallace
- Estados Unidos: Colección Frick, Nueva York: Museo Walters, Baltimore: Museo Metropolitano de Arte, Nueva York: Museo Taft, Cincinnati.
- Rusia: Museo del Ermitage, San Petersburgo.

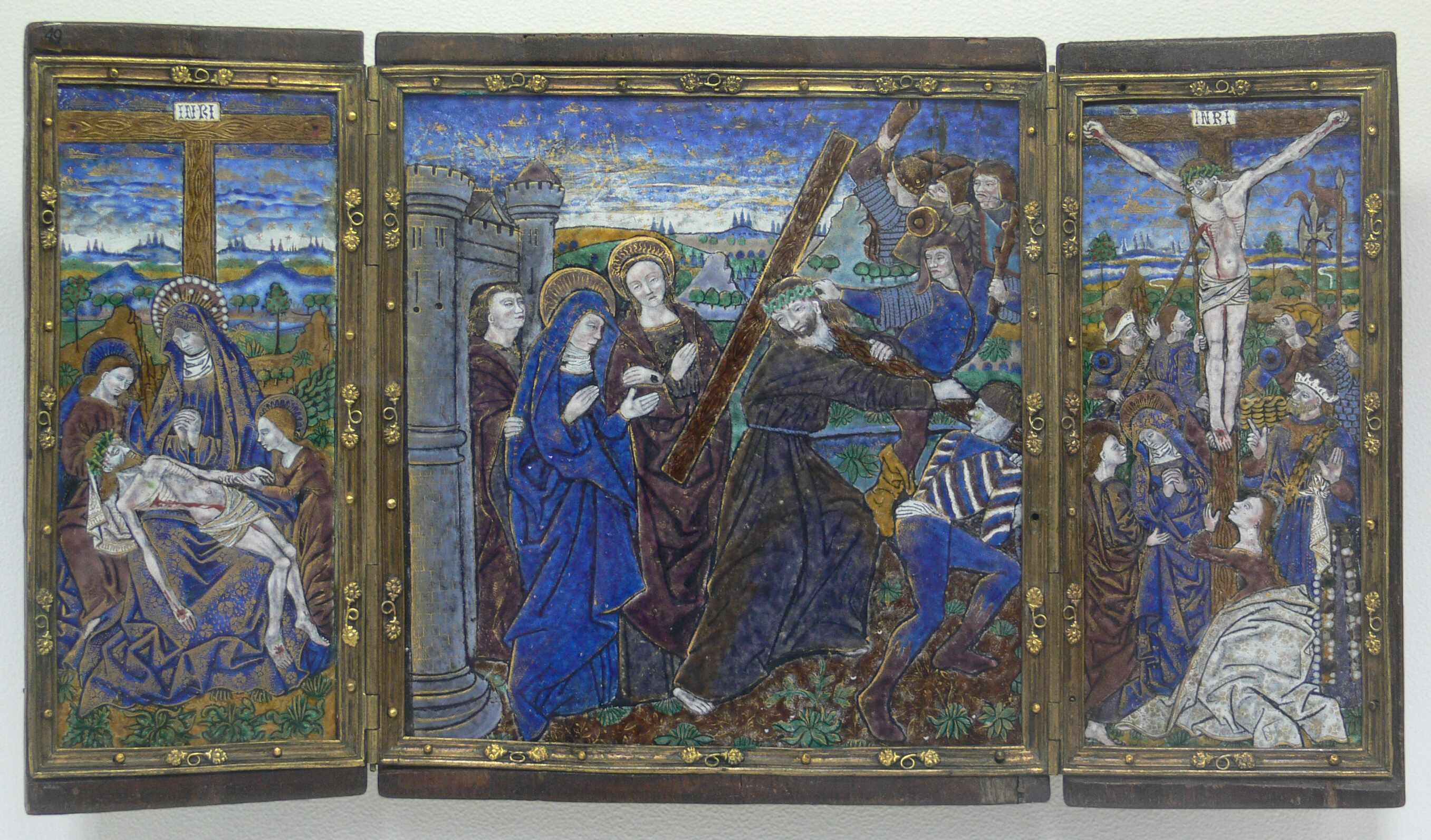
Tríptico de finales del siglo XV, atribuido al taller de Monvaerni.
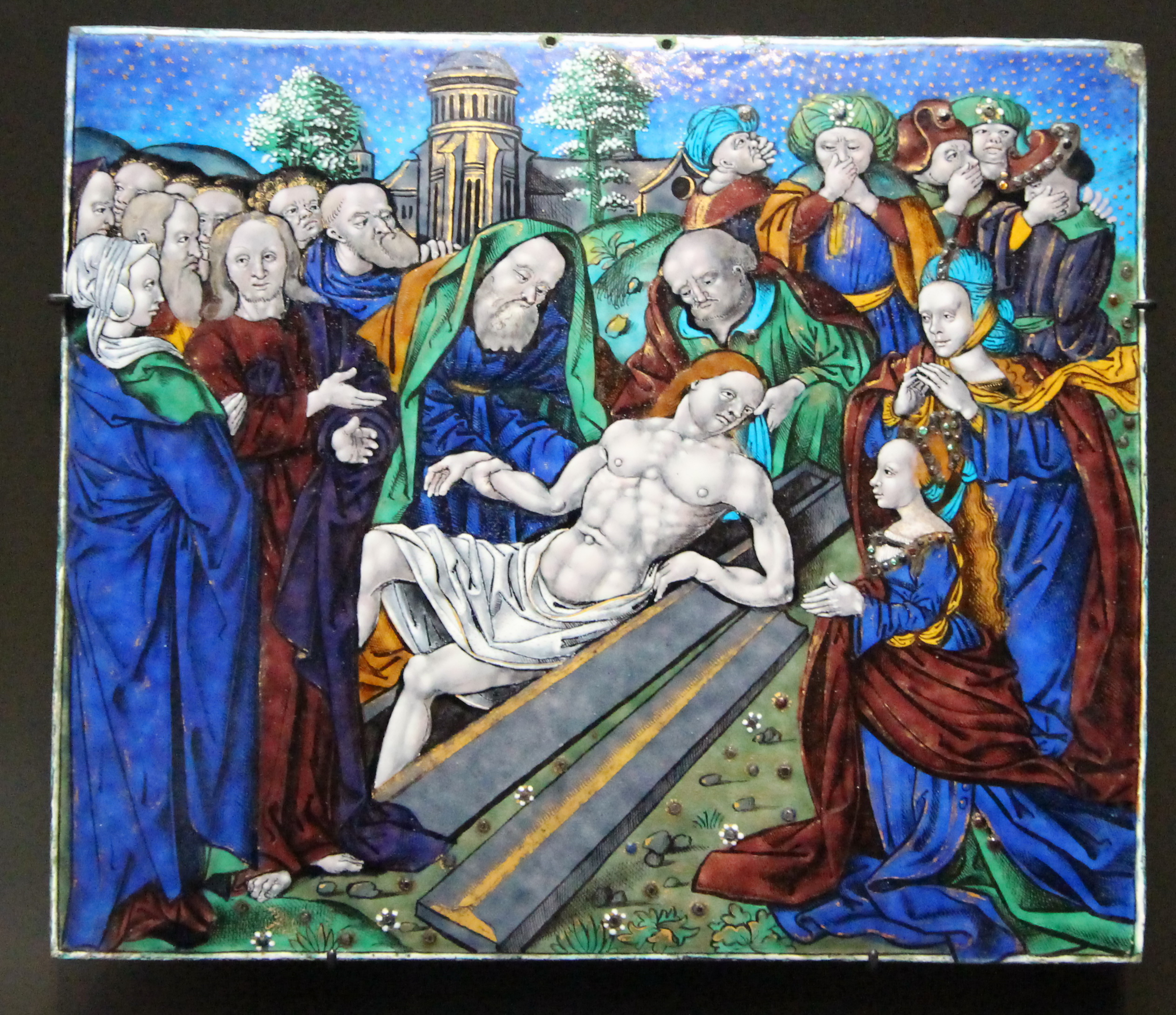
Placa con la resurrección de Lázaro , Jean Penicault I, principios del siglo XVI.
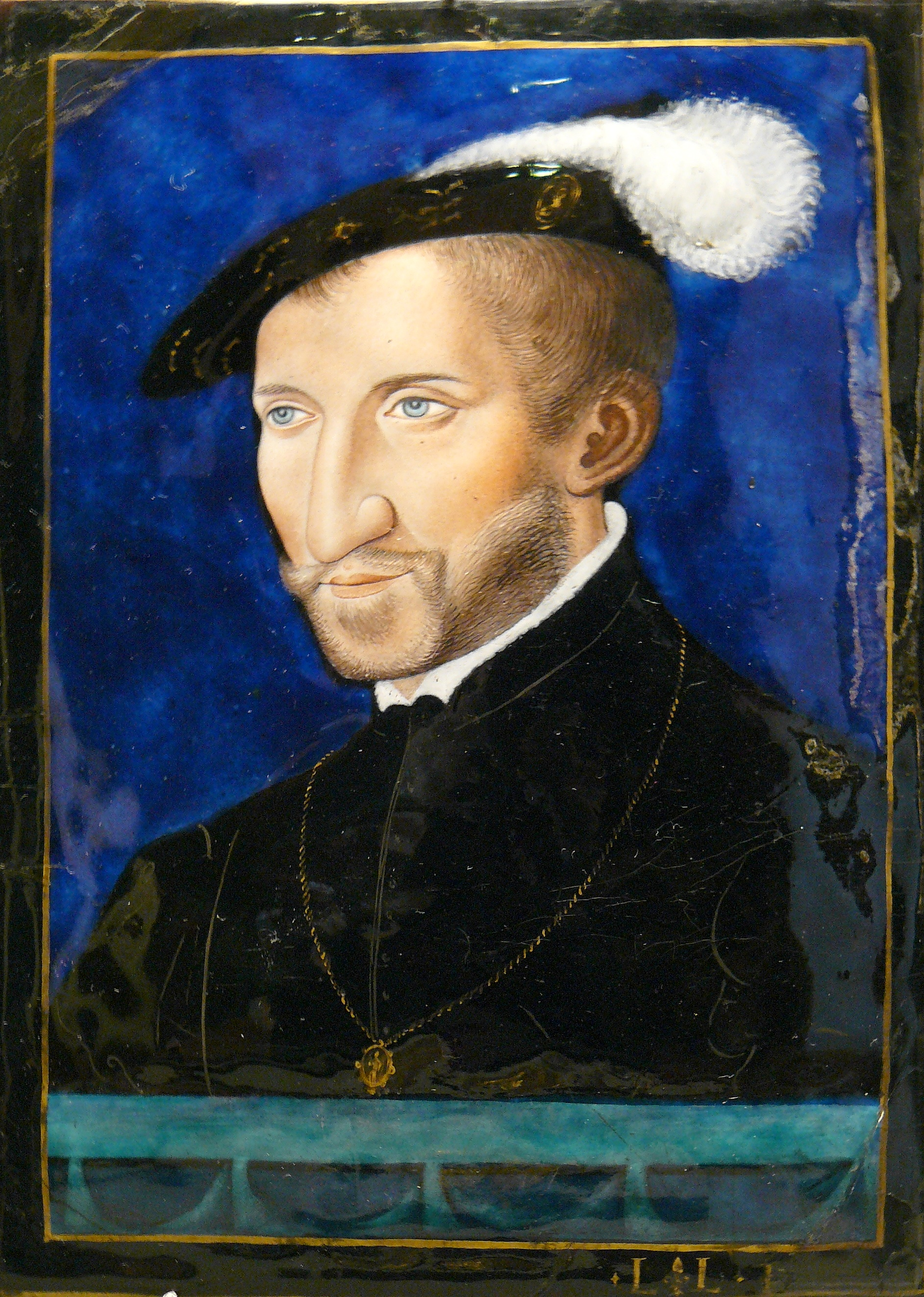
Retrato de Enrique II de Navarra por Léonard Limosin.
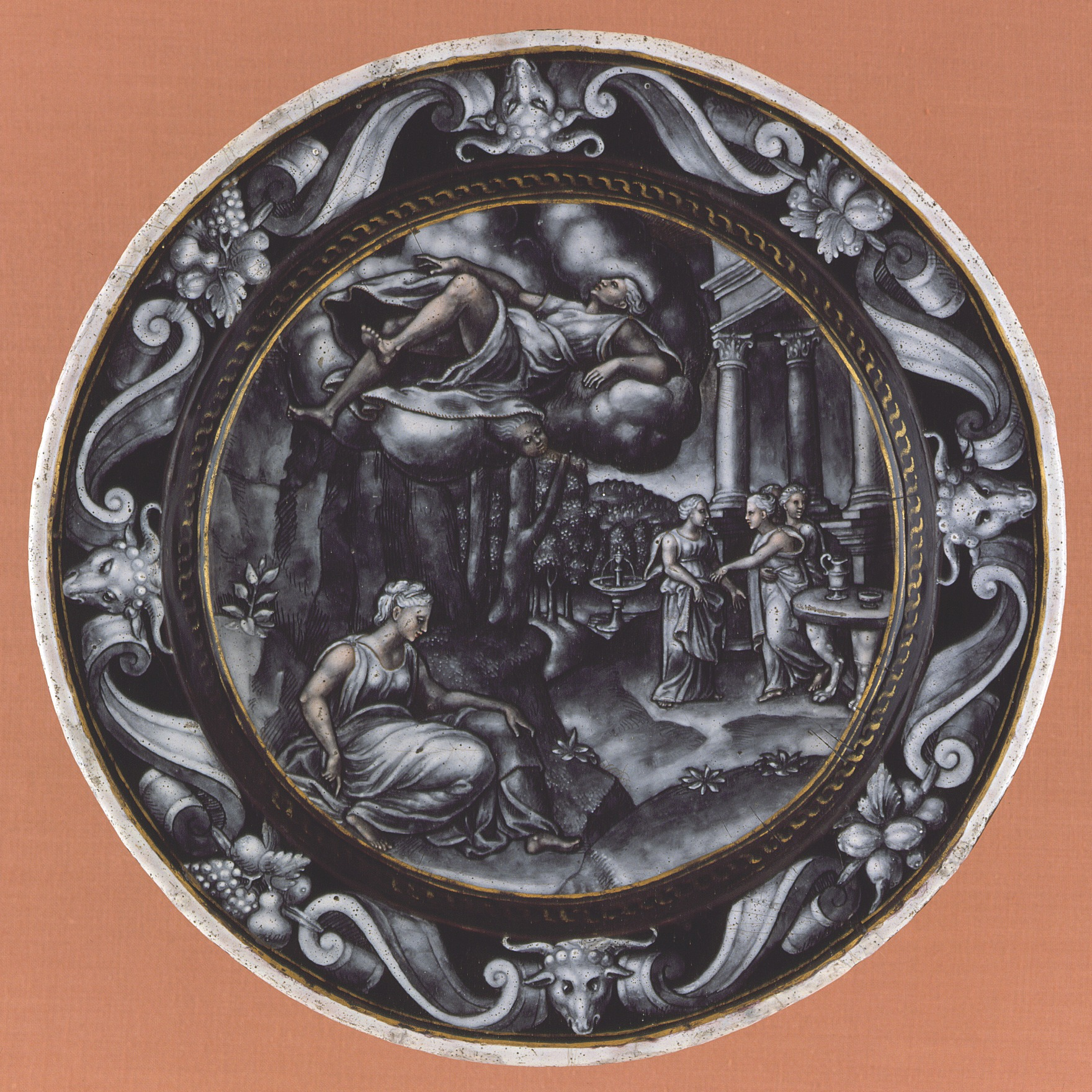
Plato de grisalla con Psique por Pierre Courteys , c. 1560.
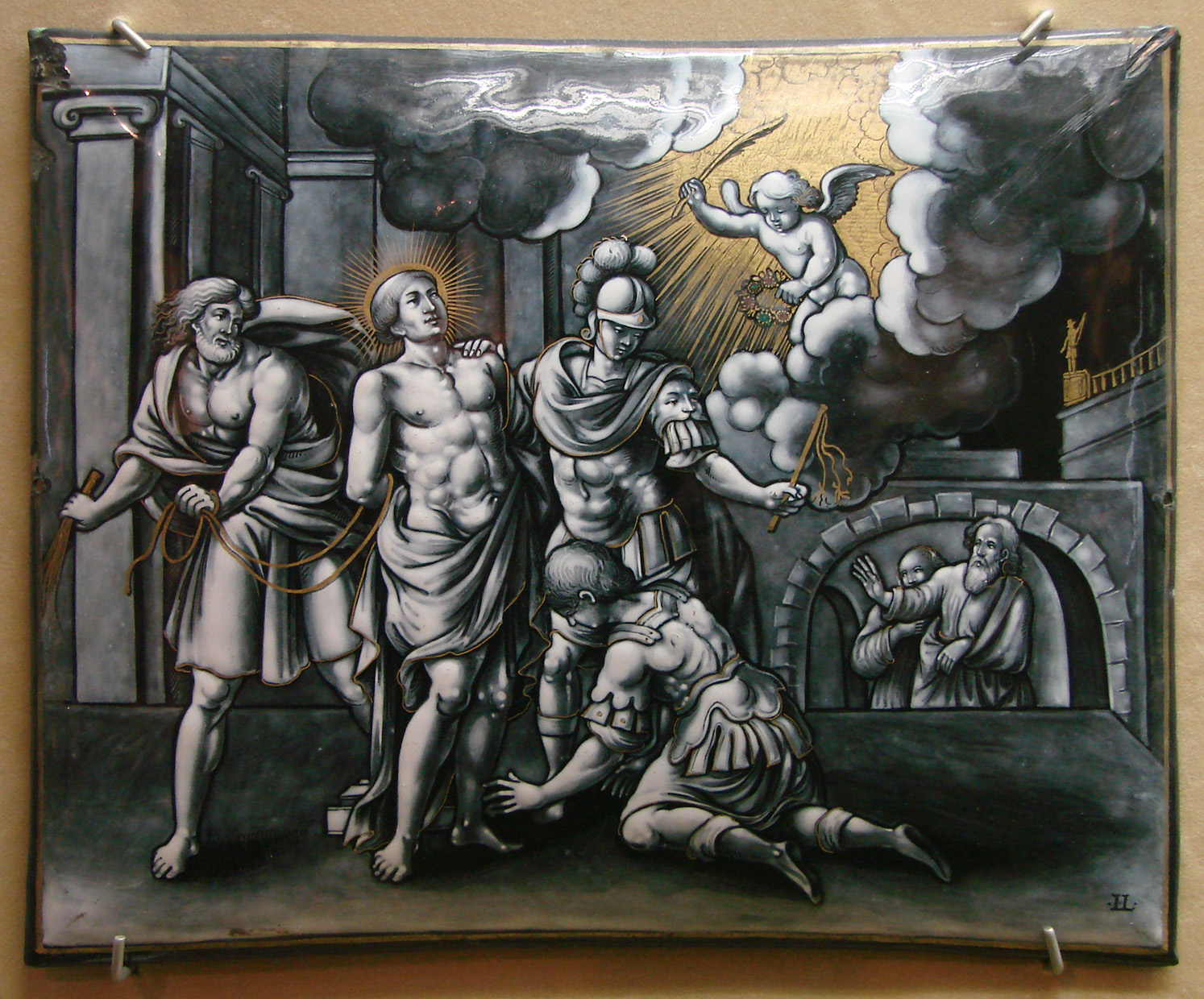
Placa de grisalla pintada del siglo XVII, de una gran serie para una iglesia en Reims, Jules Laudin, c. 1663.
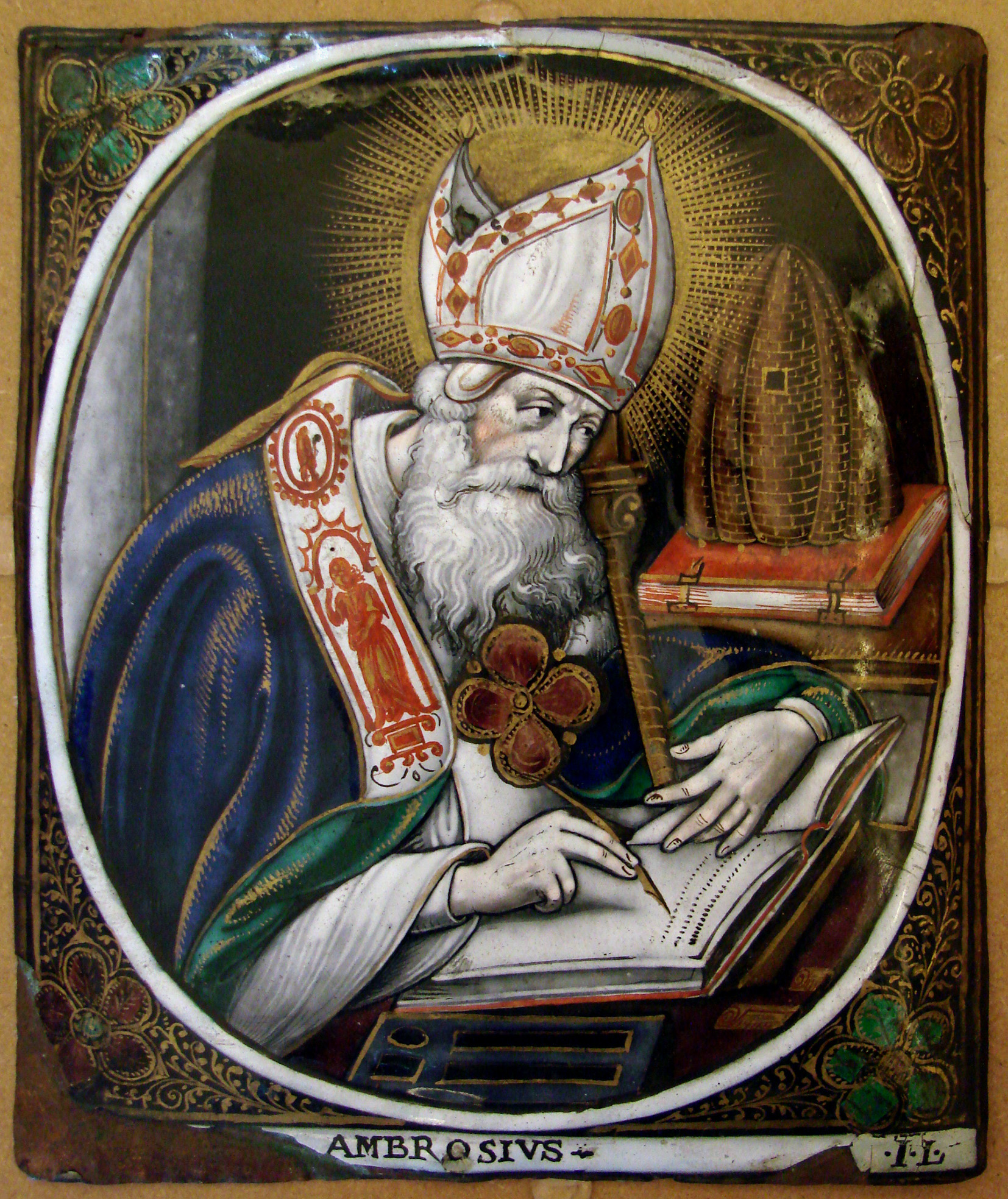
Placa pintada de san Ambrosio del siglo XVII por Jacques I Laudin (1627-1695).

## Ejemplos

### Cruz de Limoges
Esta pieza es la placa central de una cruz, del primer tercio del siglo XIII. Ahora está en el Museo Legion of Honor de San Francisco (California). El área sin tallar está dorada para ayudar a enmarcar las partes esmaltadas. Esta cruz fue probablemente usada en la Abadía de San Marcial como una cruz procesional.

### Cruz de Spitzer
La Cruz de Spitzer es un crucifijo, hecho hacia 1190 en Limoges, en Francia, por un artesano conocido como el «Maestro del Real Taller Plantagenet». La obra está hecha de cobre, grabada y dorada, e incrustada con esmalte champlevé de Limoges, con tonos azules, verdes, amarillos, rojos y blancos, y representa a Cristo en la cruz. Puede haber sido hecha como una cruz procesional para la Abadía de Grandmont: cruces similares se encuentran en otras colecciones, incluyendo el Museo Metropolitano de Arte.

### Cofre-relicario de Limoges
Este relicario representa escenas de la muerte de Thomas Becket, arzobispo de Canterbury, fue asesinado en la Catedral de Canterbury en 1170, supuestamente por deseo del rey Enrique II de Inglaterra. Beckett fue canonizado como santo a los tres años de su asesinato, y las escenas de su vida y muerte se convirtieron rápidamente en una popular fuente de inspiración para los artistas de Limoges, de los que hay más de 45 cofres que sobreviven.
El cofre de Becket en Londres es otro ejemplo de Limoges; es el mayor relicario de Becket que ha sobrevivido, y posiblemente el más antiguo. Puede haber sido hecho tan solo diez años después del asesinato de Becket.

Cruz de Limoges.
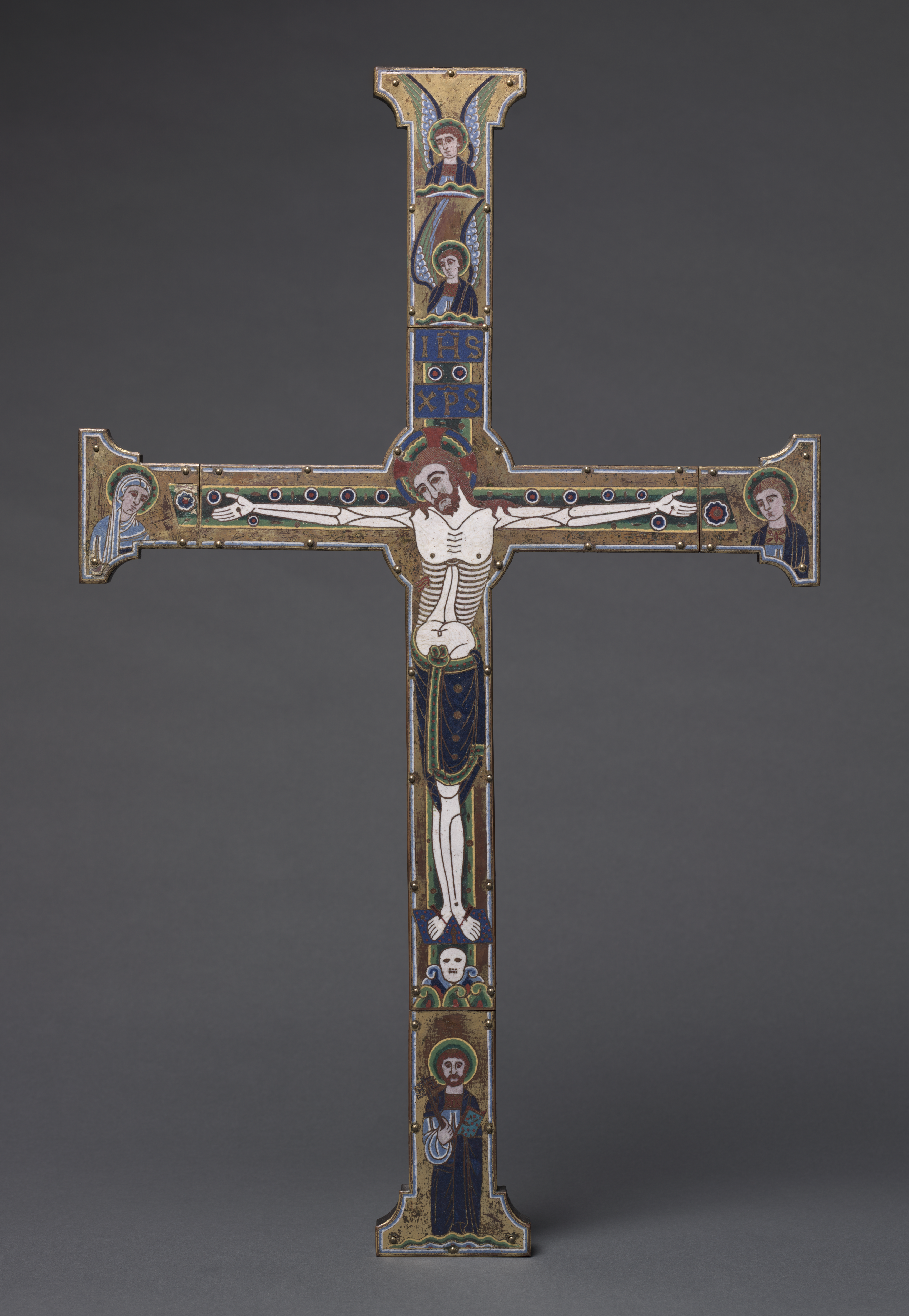
La cruz Spitzer, Museo de Arte de Cleveland.
Cofre-relicario de Limoges.